# Fliegenberg-Kahlhof
Das Naturschutzgebiet Fliegenberg-Kahlhof liegt auf dem Gebiet der Gemeinde Dischingen im Landkreis Heidenheim in Baden-Württemberg.

## Kenndaten
Das Schutzgebiet entstand am 17. Februar 1994 durch Verordnung des Regierungspräsidiums Stuttgart mit der Schutzgebietsnummer 1.199. Der CDDA-Code lautet 163118  und entspricht der WDPA-ID.

## Lage
Das aus zwei Teilbereichen bestehende Naturschutzgebiet befindet sich westlich der Dischinger Ortsteile Katzenstein und Schrezheim direkt am Härtsfeldsee. Es ist Teil des FFH-Gebiets 7237-341 Härtsfeld und liegt in den Naturräumen 096-Albuch und Härtsfeld und 098-Riesalb innerhalb der naturräumlichen Haupteinheit 09-Schwäbische Alb.

## Schutzzweck
Wesentlicher Schutzzweck ist gemäß Schutzgebietsverordnung die Erhaltung und die Förderung 
- der landschaftsprägenden Trockenrasen mit einer einzigartigen Vielzahl bodenlebender Insekten sowie mit zahlreichen besonders geschützten, vom Aussterben bedrohten wärmeliebenden Pflanzen,
- der extensiv bewirtschafteten Magerwiesen im Süden des Teilgebietes Fliegenberg wegen der aus ihrem Blütenreichtum gegebenen Bedeutung für die Insektenwelt,
- des extensiv zu bewirtschaftenden Ackers im Westen des Teilgebietes Fliegenberg wegen seiner Bedeutung für den Schutz seltener Ackerwildkräuter.